# Šuplje priče - the movie - Zdej te je, a zdej te ni
Šuplje priče - the movie - Zdej te je, a zdej te ni je slovenski nizkoproračunski komično kriminalni triler iz leta 2015. Napisal in režiral ga je Samir Bajrić, za katerega je to celovečerni prvenec.
Film, v katerem se prepletajo številne zgodbe, je nadaljevanje štiridelne spletne serije Šuplje priče, ki je črnohumorna mešanica filmov o borilnih veščinah, špageti vesternov in gangsterskih trilerjev.
Sodelovali so tudi pokrovitelji, vendar po besedah Bajrića ni šlo za velike številke. Proračun je bil primerljiv s stroški za povprečen glasbeni spot. Za denar Slovenskega filmskega centra ni prosil zaradi pristranskega deljenja sredstev. Producenta Gorjanec in Bajrić sta sodelovala že pri humoristični seriji TV impresionisti. Hajderovićev lik Pešut je vzdevek Peši dobil po igralcu Joeju Pesciju.

### Zgodba
Zadrogiranca izgubita dojenčka vplivnega mafijca, naporni detektiv pod krinko je na seansi pri privlačni prihoterapevtki, poklicni morilci gredo na nasilno raziskavo, mladi dilerji se vmešajo v drogeraške posle, malomeščan srednjih let na jahti kuha crystal meth, iz umobolnice spustijo psihopata, Peši z dekletom gangsterjem ukrade sef,....

## Odziv kritikov in gledalcev

### Kritiki
Matevž Jerman je pohvalil gostobesednost in duhovitost scenarija, spodobne predstave karizmatičnih naturščikov, ter neobremenjenost in samoironijo ustvarjalcev, zaradi katere jim je lahko oprostil tehnične pomanjkljivosti.
Marcel Štefančič jr. je napisal, da se ta subtarantinovska farsa domiselno norčuje iz bolnih predstav o priseljencih, ki jih gojijo luzerski Slovenci v krizi.

### Obisk v kinu
Film je videlo 2821 gledalcev.

## Zasedba
| - Jure Gorjanec: Brko - Saša Pavlin Stošić: psihiatrinja Žana - Ivan Bujak: norec 1 - Branden Garrett: kolega - Lojze Klemenc: kemik | - Tristan Klemenc: otrok - Sabrina Nolan: Sara - Valentina Plaskan: Nina - Jan Uderman: norec 2 - Borut Veselko: Simon Šercer | - Adis Krečo: Čokre - Samir Bajrić: Ramo Revolver - Miro Mikanović: Hašišar - Dino Hajderović: A. Pešut - Peši - Matjaž Mitrović: Krezo | - Jernej Škulj: Djure - Sanja Gregorčič: Sanita - Sonja Sevšek: Medicinska sestra 1 - Marjan Radanovich: Natakar - Uroš Obolnar: Debeljko | - Anica Anžić: Gospa - Viljem Kaker: Dr. Radojevič - Alisa Veličanin: Medicinska sestra 2 - Gaj Lević: Johnny - Aljoša Siljanoski: Četrti | - Nino Oz: Alkatraz - Ann Prieto: Djanki kurva |

## Ekipa
- glasba: Mitja Reichenberg
- montaža: Samir Bajrić
- maska: Alisa Veličanin